# Elecciones generales del Reino Unido de 1865
Las elecciones generales del Reino Unido de 1865 resultaron en un triunfo de los liberales, liderados por Lord Palmerston, que incrementaron su mayoría parlamentaria sobre los conservadores encabezados por el Duque Stanley. El Partido Whig había cambiado su nombre a Partido Liberal antes de esta elección.

## Resultados
| Partido | Partido             | Votos   | %    | Escaños | Dif. |
|         | Partido Liberal     | 508.821 | 59,5 | 369     | +13  |
|         | Partido Conservador | 346.035 | 40,5 | 289     | -9   |

Recuento total de votos: 854.856